# 来立司琼
来立司琼（INN：lerisetron；开发代号：F-0930-RS）是一种用作5-HT3受体拮抗剂的药物。它是一种有效的止吐剂，目前正在临床试验中用于治疗与癌症化疗相关的恶心。